# Simon II de Sexfontaines
Simon II de Sexfontaines, ou Simon II de Saissefontaine, né vers 1160 et mort vers 1232, est le fils aîné de Simon Ier de Sexfontaines, seigneur de Sexfontaines, et d'Alix-Wicharde de Clefmont. Il est seigneur de Sexfontaines, en Champagne, à la fin du XIIe siècle et au début du XIIIe siècle.
Il succède à son père à la tête de la seigneurie de Sexfontaines à la mort de celui-ci avant 1172, mais trop jeune pour exercer le pouvoir, il est placé sous la régence de sa mère jusqu'à sa majorité.
Au début du XIIIe siècle, il participe à la quatrième croisade et combat au siège de Constantinople.
Puis, lors de la guerre de succession de Champagne, il fait partie des soutiens d'Érard de Brienne contre la comtesse régente Blanche de Navarre et son fils Thibaut. Il secourt son ami Érard II de Chacenay lorsque la comtesse fait le siège de son château, la forçant à lever le camp. Tous deux ravagent ensuite une partie du Barséquanais avant d'être contraints d'arrêter leur avancée face à l'armée du duc de Bourgogne. Mais, acculé et excommunié, il doit se soumettre à la comtesse et lui renouveler son lien de vassalité.
Simon II de Sexfontaines meurt vers 1232 et est inhumé dans l'abbaye de Theuley. Son fils aîné, Simon III lui succède alors à la tête de la seigneurie de Sexfontaines.

## Biographie

### Origines
La famille de Sexfontaines, ou Saissefontaine, est une ancienne famille noble du comté de Bolenois dont elle aurait été une des deux familles qui en auraient hérité avec celle de Vignory.
Simon II de Sexfontaines est né vers 1160, probablement au château de Sexfontaines. Il est le fils aîné de Simon Ier de Sexfontaines et de son épouse Alix-Wicharde de Clefmont, elle même fille de Robert Wichard, seigneur de Clefmont, et de son épouse Béatrix de Vignory.
Par le jeu des alliances matrimoniales, Simon II de Sexfontaines est donc cousin des familles voisines de de Clefmont et de Vignory.

### Début de carrière

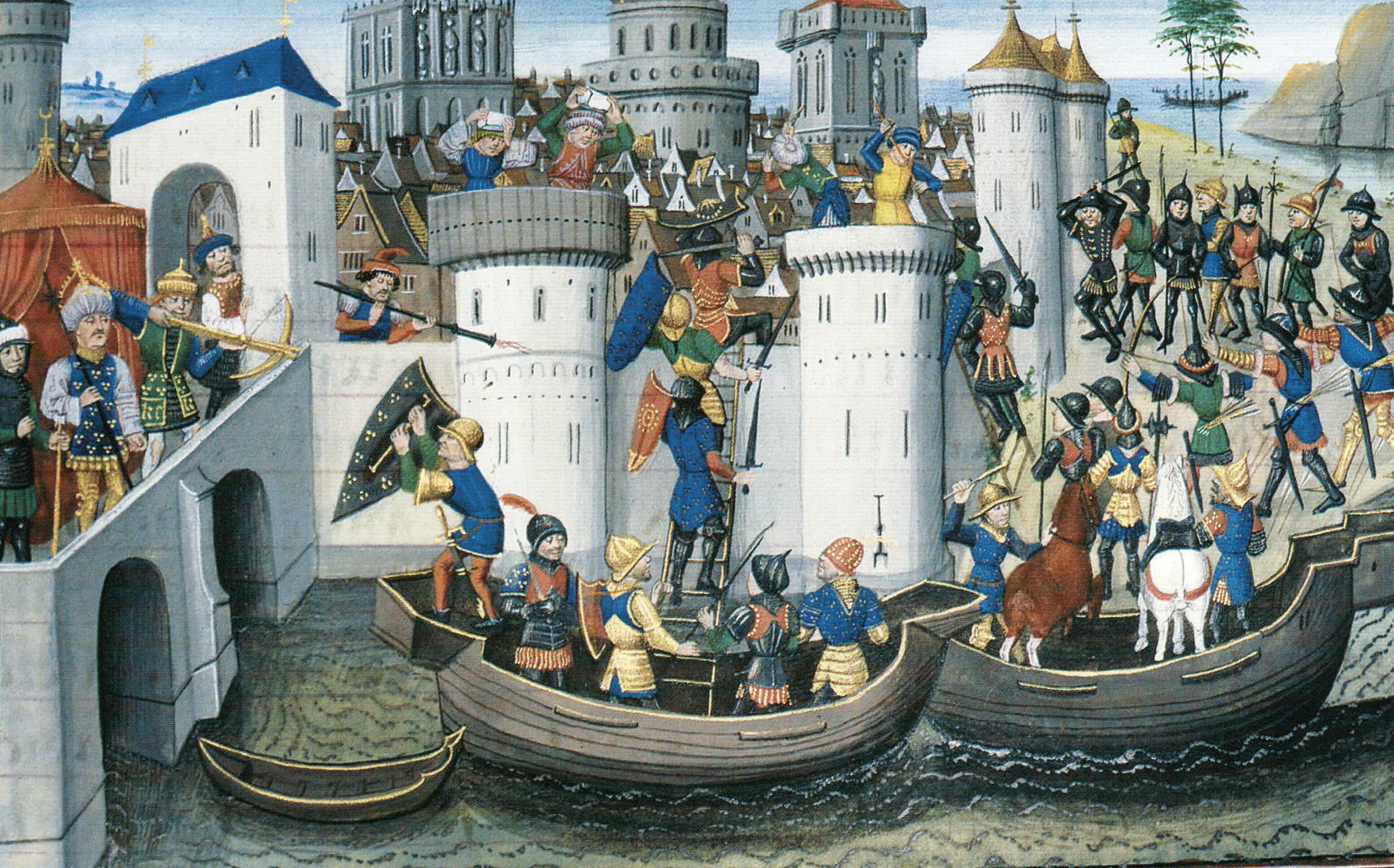
Conquête de Constantinople par les croisés en 1204.

Avant 1172, à la mort de son père Simon Ier, il lui succède comme seigneur de Sexfontaines. Toutefois, étant encore trop jeune pour diriger, il est placé sous la tutelle de sa mère Alix-Wicharde de Clefmont qui exerce la régence.
Vers 1189, il épouse Colombe, dont la famille d'origine est inconnue mais qui est veuve de Richard Ier de Dampierre-sur-Salon, dans le comté de Bourgogne. De ce fait, les enfants de Simon et celui de Richard Ier de Dampierre-sur-Salon sont donc frères utérins. De plus, le fait que Simon sera inhumé plus tard à l'abbaye de Theuley, située à environ 12 kilomètres à l'ouest de Dampierre-sur-Salon, montre que Simon a construit des liens dans cette contrée et a probablement exercé la régence pendant la minorité du fils issu du premier mariage de son épouse. L'épouse de son fils aîné est également originaire de cette région puisque Jonvelle n'est située qu'à 46 kilomètres au nord de Dampierre-sur-Salon.
Entre 1201 et 1204, il participe au siège de Constantinople pendant la quatrième croisade lors duquel il se serait illustré.

### Guerre de succession de Champagne

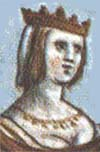
La comtesse Blanche de Navarre.

Au début de l'année 1216 éclate la guerre de succession de Champagne dans laquelle il fait partie des partisans d'Érard de Brienne et de sa femme Philippa de Champagne, contre la comtesse régente Blanche de Navarre et son fils Thibaut,.
Le conflit connait beaucoup de trêves et les actions d'Érard sont d'abord plus proches du brigandage que de la guerre. La comtesse Blanche demande expressément l'aide du roi, mais celui-ci n'a que peu d'appuis à lui accorder. Elle en appelle ensuite au pape Honorius III qui prononce une première fois le 25 avril 1217 l'excommunication d'Érard et de son épouse, mais celle-ci n'est pas appliquée par tous les prélats. Afin d’affermir sa volonté, le pape prononce lui-même le 2 février 1218 la sentence d'excommunication contre le jeune couple et désigne nominativement vingt-cinq de ses alliés, dont Simon.

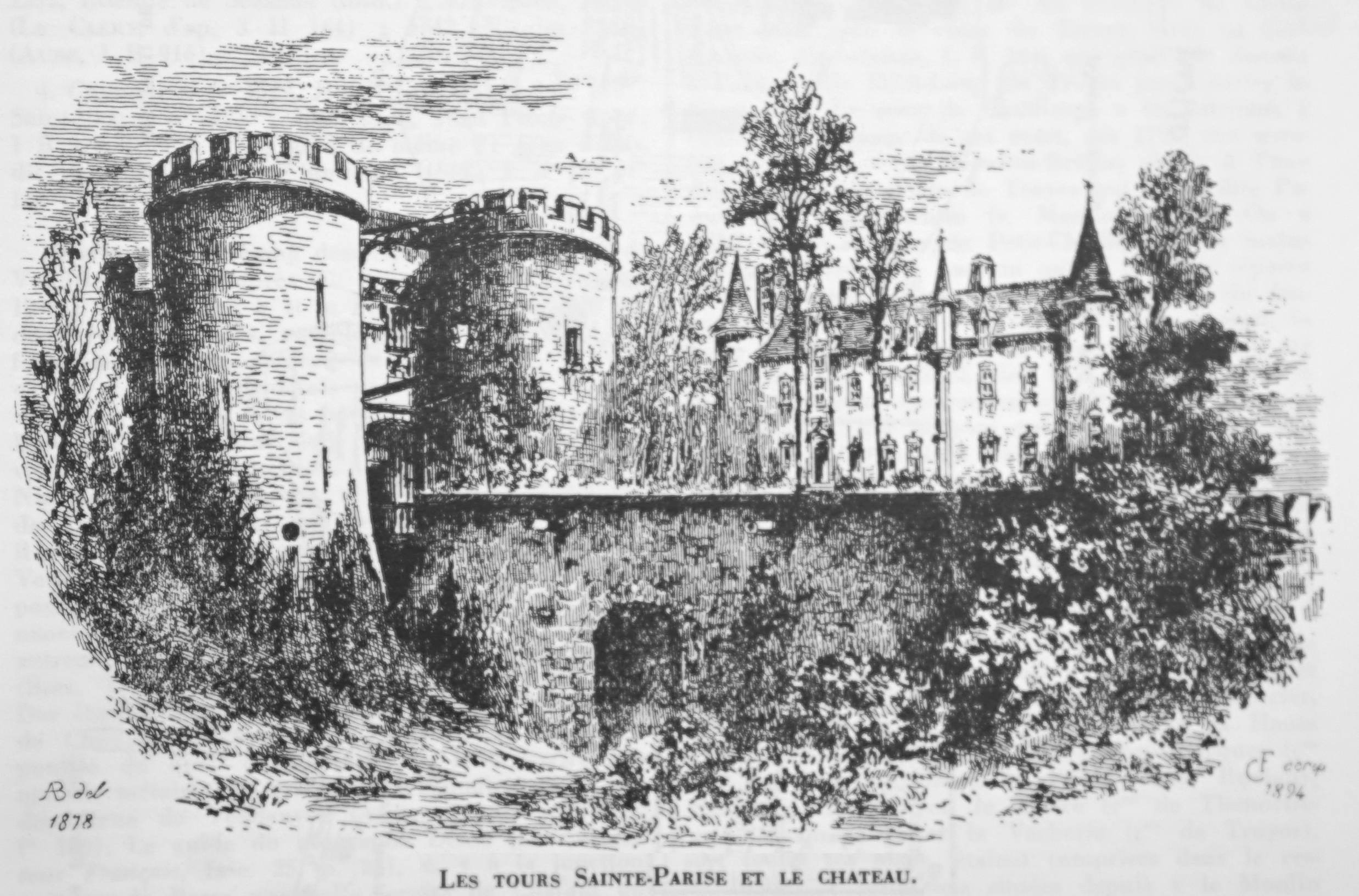
Les tours Sainte-Parisse et le château de Chacenay en arrière-plan, par A. Bertherand.

Une paix est alors instaurée, pendant laquelle la comtesse Blanche rassemble ses armées afin de réduire un par un les soutiens d'Érard. Dès la trêve achevée le 22 avril 1218, elle ravage le Bassigny avec l'aide du duc de Bourgogne Eudes III. C'est probablement avant ces événements qu'elle fait le siège du château de Chacenay afin d'obtenir un point stratégique face aux armées d'Érard. Alerté de la situation, Simon, ami du seigneur de Chacenay qui est également partisan d'Érard, coordonne une attaque de l'arrière-garde de l'armée champenoise pendant que les soldats de Chacenay mènent une sortie. Les Champenois sont mis en déroute et contraints de prendre la fuite en abandonnant leur campement et leurs engins de siège,.
Une fois remobilisés, les Champenois reprennent le siège mais, ayant besoin de son armée contre Érard de Brienne, Blanche propose des pourparlers afin de signer une trêve. Se rendant au lieu de l'entrevue, Érard de Chacenay est alors trahi et est fait prisonnier par des cavaliers champenois. Blanche veut alors en profiter pour prendre rapidement le château de Chacenay, mais celui-ci est désormais tenu par Simon qui est venu s'y enfermer avec ses soldats et des vivres afin de continuer à résister au siège. Prise par le temps, Blanche se voit donc obligée de lever le camp pour faire le jonction avec le duc de Bourgogne.
Par la suite, Érard de Chacenay parvient à s'échapper avec la complicité d'un ancien serviteur attaché au service de la comtesse et rejoint Simon. Ensemble, ils poursuivent les restes de l'armée champenoise et reprennent successivement Chervey, Landreville, Merrey, Villeneuve et enfin Bar-sur-Seine, avant d'en être chassés par une autre armée venue au secours de Blanche et pour faire la jonction avec ses troupes. Ces forces coalisées parviennent ensuite à réduire un par un les soutiens d'Érard de Brienne, le contraignant à accepter une nouvelle trêve le 7 juin 1218.
Mais le nombre des alliés d'Érard de Brienne s’amenuisant et le poids de l'excommunication se faisant sentir, Simon se résout à abandonner le combat. Il se soumet à la comtesse Blanche en juin 1220 en échange de dédommagements et jure de ne pas recommencer la guerre contre elle ou son fils, que sa soit pour la cause d'Erard de Brienne, de son épouse Philippa ou de la sœur de celle-ci Alix. De plus, il reconnait par un acte public son lien de vassalité envers la comtesse Blanche et son fils et que son château leur est jurable et rendable. Par ces actes, Simon obtient le pardon de la comtesse et la levée des sentences ecclésiastiques,.

### Fin de carrière

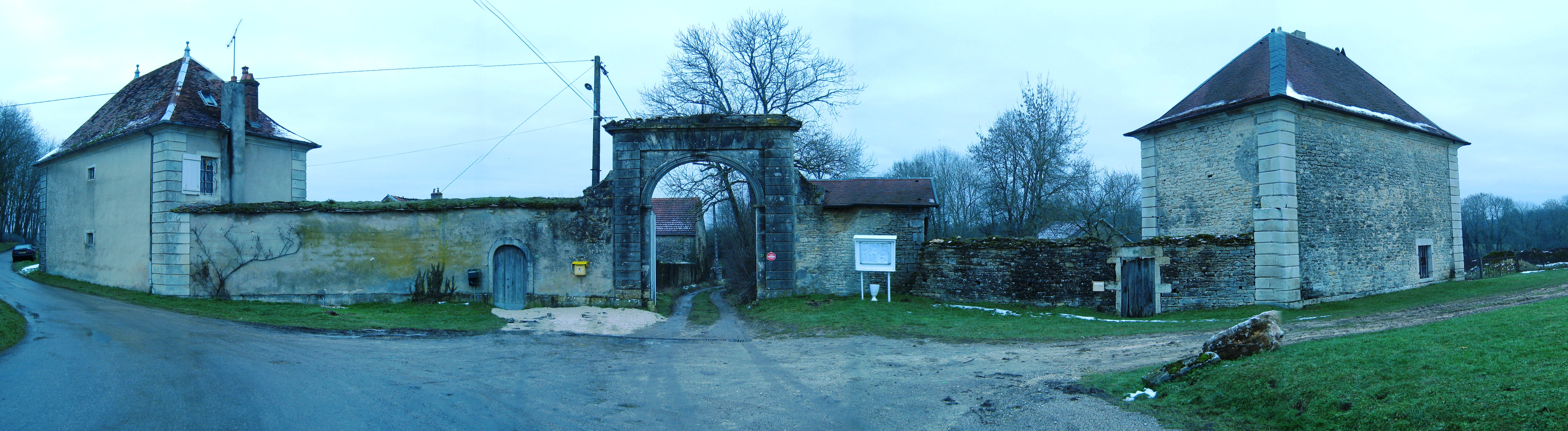
Vue panoramique de l'entrée de l'abbaye de Theuley.

En 1224, il participe avec les plus grands barons champenois à l'ordonnance de Champagne sur le partage des fiefs entre enfants mâles, commandée par le comte de Champagne Thibaut IV.
En 1230 ou peu avant, son fils aîné Simon III épouse Isabelle de Jonvelle, fille de Guy III de Jonvelle et d'Élisabeth de Nogent, et grâce à ce mariage il devient également seigneur de Jonvelle, située non loin de Dampierre sur Salon.
Il meurt vers 1232 et est inhumé dans l'abbaye de Theuley. Il est alors remplacé par son fils aîné Simon III de Sexfontaines.

## Famille

### Mariage et enfants

Blason de la famille de Dampierre-sur-Salon : de gueules à deux bars adossés d'or.

Vers 1189, il épouse Colombe, dont la famille d'origine est inconnue et qui est veuve de Richard Ier de Dampierre-sur-Salon, dont il a au moins quatre enfants :
- Simon III de Sexfontaines, qui succède à son père[12]. Il épouse avant 1230 Isabelle de Jonvelle, fille de Guy III de Jonvelle et d'Élisabeth de Nogent, avec qui il a au moins deux enfants. Par ce mariage, il devient également seigneur de Jonvelle ;
- Hugues de Sexfontaines, qui est marié en 1202 à Aline de Grosnay ;
- Amo de Sexfontaines, dit Pute Penne (laide plume), qui part pour la Terre-Sainte[13] ;
- Milo de Sexfontaines, dont la femme s'appelle Marguerite et avec qui il fait un don à l'abbaye de Clairvaux en 1210.

De son premier mariage avec Richard Ier de Dampierre-sur-Salon, Colombe a eu au moins un autre enfant : Richard II de Dampierre-sur-Salon. Ce dernier est donc frère utérin des enfants de Simon.